# Maurizio D'Achille
Maurizio D'Achille (Rome, 1932) is een voormalig Italiaans waterpolospeler.
Maurizio D'Achille nam als waterpoloër eenmaal deel aan de Olympische Spelen; in 1956. In 1956 maakte hij deel uit van het Italiaanse team dat als vierde eindigde. Hij speelde twee wedstrijden.
Cosimo Antonelli · 
Alfonso Buonocore · 
Enzo Cavazzoni · 
Maurizio D'Achille · 
Giuseppe D'Altrui · 
Frederico Dennerlein · 
Luigi Mannelli · 
Angelo Marciani · 
Paolo Pucci · 
Cesare Rubini · 
Rosario Parmegiani (R)